# Ойгаинг
Ойгаи́нг, Ойкаинг, Ой-кайынг (узб. Oygaying, Ойгайинг — искажённое кирг. «берёзовая балка, долина берёз») — горная река в Бостанлыкском районе Ташкентской области, левая составляющая реки Пскем.
В верхнем течении носит название Шавурса́й или Шабырсай (узб. Shovursoy, Шовурсой; Shobirs, Шобирс). Иногда Шавурсай рассматривается как самостоятельная река, тогда Ойгаинг отсчитывается от слияния Шавурсая с реками Тюзашу и Тастарсай.

## Общее описание
Длина Ойгаинга от истоков до слияния с Майданталом и образования Пскема — 76 километров, площадь бассейна составляет 1102 квадратных километра. Питается сезонными снегами, талыми водами ледников и снежников. Среднемноголетний расход воды равен 27,9 м³/с. При этом 44—46 % годового стока приходится на период с июля по сентябрь.
Пойма и речные террасы хорошо выражены. По течению попадается большое количество морен, оставшихся от древних ледников. В некоторых местах русло запруживается крупными валунами, образуя участки падения воды.

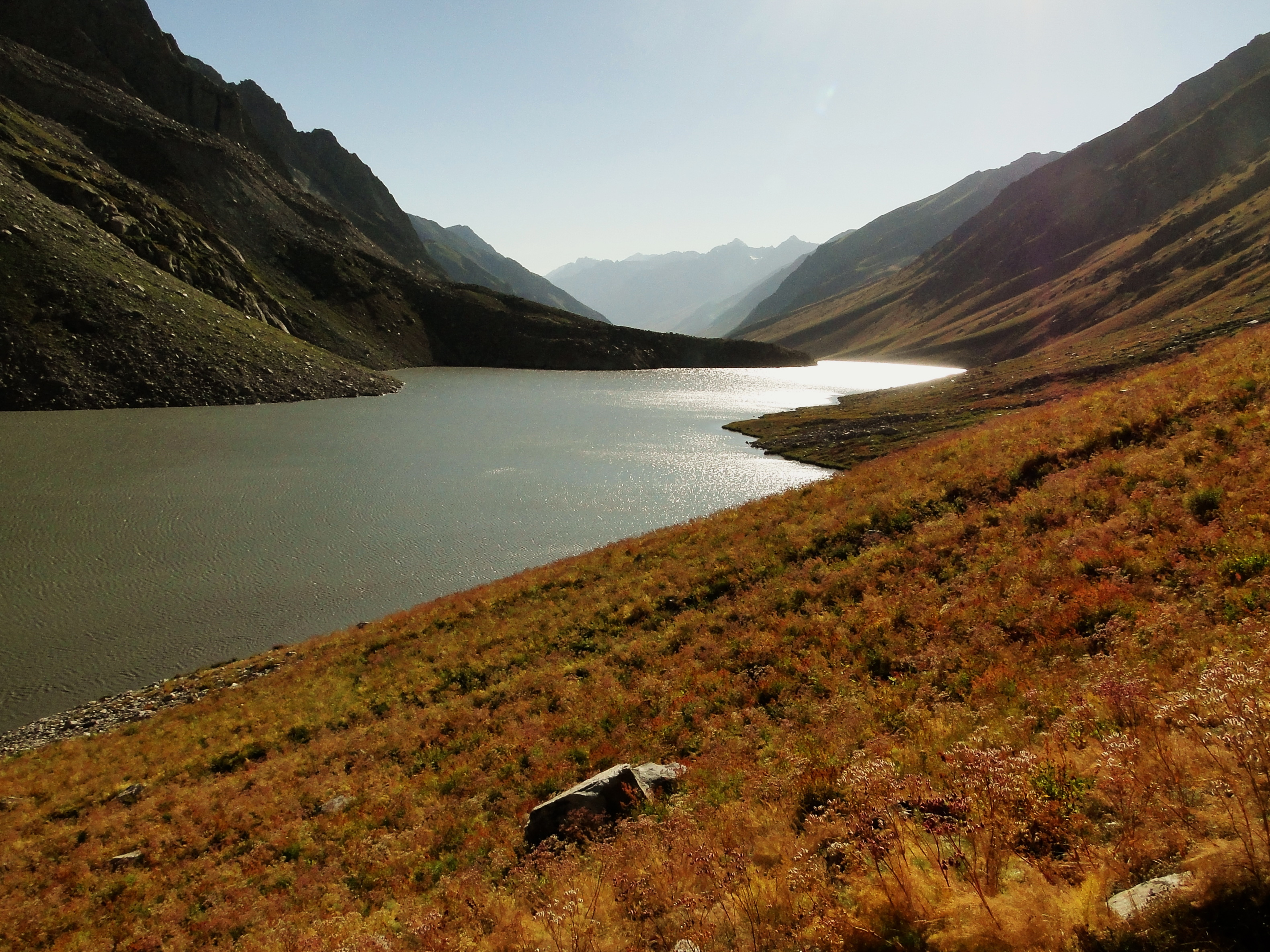
Русловое озеро Шабыркуль

## Течение реки

### Шавурсай
Шавурсай — верховье Ойгаинга; он образуется слиянием Тастарсая, Такмаксалды и, немного ниже, Ишакульды. Эти небольшие водотоки начинаются от ледников Пскемского хребта: Тастарсай — от ледника Пахтакор, Такмаксалды — от безымянного карово-висячего ледника, левый исток Ишакульды — от ледника Калесника, правый исток Ишакульды — от ледника Козий.
Вначале Шавурсай течёт на северо-запад вдоль хребта Таласский Алатау, далее поворачивает на восток с некоторым уклоном к югу. За поворотом на реке расположено озеро Шабыркуль.
Ширина Шабырсая ниже озера составляет 11 м, глубина — 1,2 м. На реке имеются броды. Скорость течения ниже Шабыркуля составляет 2,5 м/с.
За слиянием с реками Тастарсай (слева) и Тюзашу (справа), которое происходит практически одновременно,, русло получает название Ойгаинг.

### Среднее и нижнее течение
Приобретя название Ойгаинг, водоток далее ориентируется на северо-восток и течёт между Майдантальским хребтом (на северо-западе) и Пскемским хребтом (на юго-востоке). Русло проходит среди редколесья и кустарниковых зарослей.
В районе урочища Туякорын имеется брод. Ширина русла в среднем течении (за впадением Байкырака) составляет 20 м, глубина — 50 см. Далее на берегу реки стоит снеголавинная станция Ойгаинг. Близ станции находятся ещё один брод и, перед впадением значительного притока Коксу, — водомерный пост. После подхода Коксу ширина русла достигает 30 м, глубина — 80 см. После впадения притока Аютор восточный вновь расположен брод. Далее, после впадения притока Турагаинг скорость течения равна 4,0 м/с. По берегам имеются участки древесной и, местами, кустарниковой растительности.
В районе урочища Карабашкак Ойгаинг поворачивает к югу, хотя затем восточный уклон появляется вновь. За впадением крупного притока Бештор ширина русла составляет 16 м, глубина — 1,2 м.

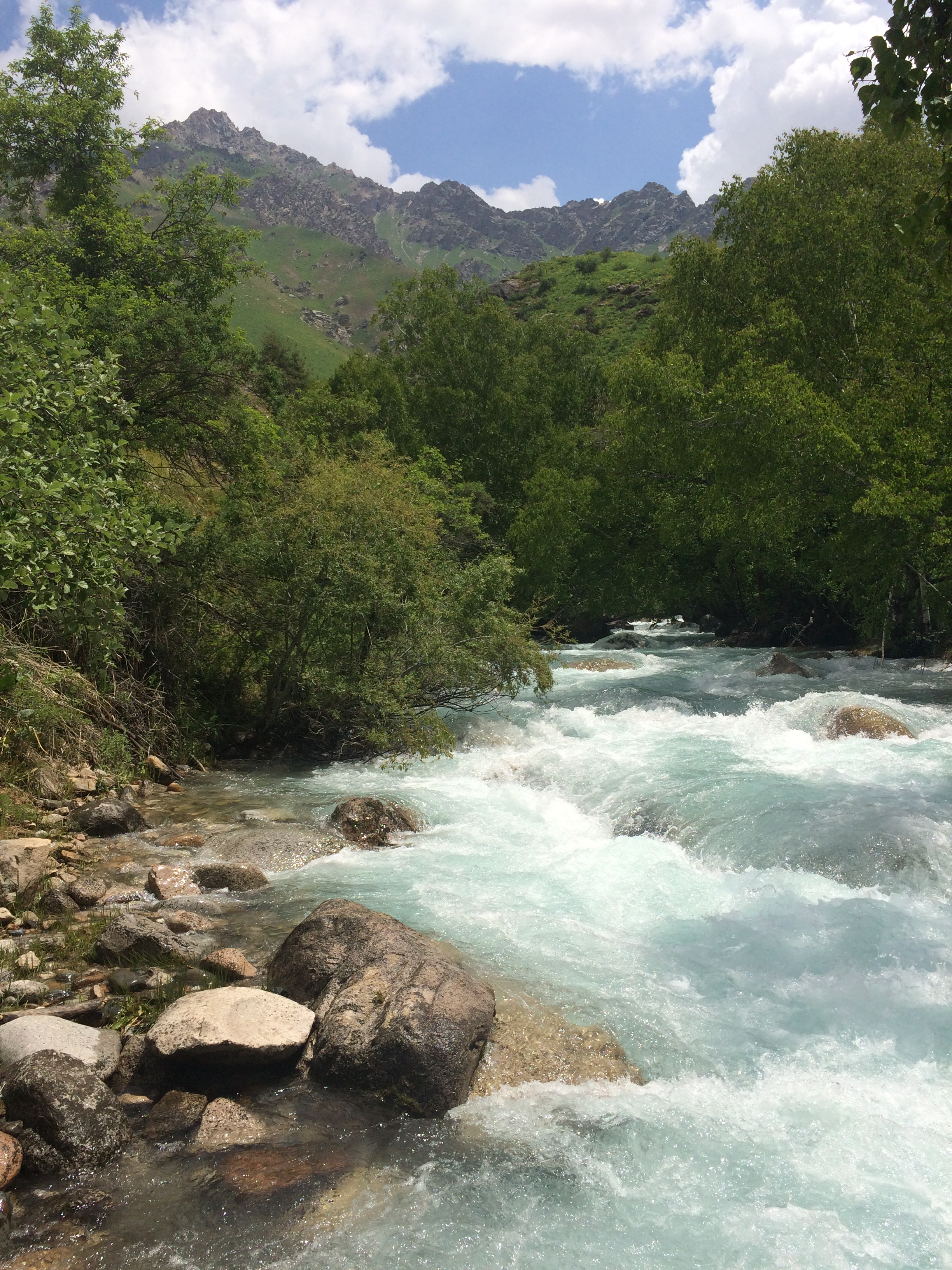
Бештор — наиболее крупный левый приток Ойгаинга

Пройдя между урочищами Сарыджаяк и Кокренеат, Ойгаинг сливается с Майданталом в реку Пскем. Около слияния Ойгаинга и Майдантала расположена метеостанция «Майдантал».
Вдоль всего течения Ойгаинга проложена тропа (от низовий до брода за Аютором Восточным — по правому берегу, выше — по левому берегу).

## Притоки Ойгаинга
Ойгаинг имеет более 100 притоков общей длиной около 206 километров. Средняя высота водосбора равна 2998 метрам, средний модуль стока составляет 27,2 л/с·км².
Крупнейшим левым притоком Ойгаинга является река Бештор. Крупными притоками также являются Тастарсай, Коксу, Байкыраксай, Чиралма (все — слева).